# New South Wales Premier's Literary Awards
New South Wales Premier's Literary Awards, även kallade NSW Premier's Literary Awards, är ett australiskt litteraturpris som började delas ut 1979 av New South Wales premiärminister. Det är ett av de i pengasummor räknat största litteraturprisen i Australien, och innefattar bland annat Christina Stead Prize for Fiction, Kenneth Slessor Prize for Poetry samt Douglas Stewart Prize for Non-Fiction.
Vinnarna av de flesta priserna och utmärkelserna bestäms av en panel utan något inflytande från New South Wales regering. Varje års domare tillkännages inte förrän de slutliga vinnarna bestäms. Dömandet har varit kontroversiellt, såsom 2010, när panelen bestämde sig för att inte dela ut pris för bästa pjäs till någon av de nominerade.

## Kategorier
- Christina Stead Prize for Fiction
- Douglas Stewart Prize for Non-Fiction
- Kenneth Slessor Prize for Poetry
- Ethel Turner Prize for Young People's Literature
- Patricia Wrightson Prize for Children's Literature
- Community Relations Commission Award (formerly known as the Ethnic Affairs Commission Award)
- UTS Glenda Adams Award for New Writing
- Play Award
- Script Writing Award (formerly the separate Film, Television and Radio Writing Awards)
- NSW Premier's Prize for Literary Scholarship
- People's Choice Award
- Special Award
- NSW Premier's Translation Prize
- Gleebooks Prize (currently inactive)

### Christina Stead Prize for Fiction
Priset delas ut till ett fiktivt verk, både romaner eller novellsamlingar. Mottagaren får 40 000 australiska dollar. Det delas ut i den australiska romanförfattaren och novellförfattaren Christina Steads ära.

#### Mottagare
| År   | Titel                    | Författare          | Utgivare                             |
| ---- | ------------------------ | ------------------- | ------------------------------------ |
| 1979 | An Imaginary Life        | David Malouf        | Chatto and Windus, London            |
| 1980 | War Crimes               | Peter Carey         | University of Queensland Press       |
| 1981 | The Impersonators        | Jessica Anderson    | Macmillan                            |
| 1982 | Bliss                    | Peter Carey         | University of Queensland Press       |
| 1983 | The Cure                 | Peter Kocan         | Angus & Robertson                    |
| 1984 | Milk                     | Beverley Farmer     | McPhee Gribble                       |
| 1985 | Milk and Honey           | Elizabeth Jolley    | Fremantle Arts Centre Press          |
| 1986 | Postcards from Surfers   | Helen Garner        | McPhee Gribble                       |
| 1988 | Final Things             | John Sligo          | Penguin Books Australia              |
| 1989 | Broken Words             | Helen Hodgman       | Penguin Books Australia              |
| 1990 | Reaching Tin River       | Thea Astley         | William Heinemann Australia          |
| 1991 | JF Was Here              | Nigel Krauth        | Allen & Unwin                        |
| 1992 | The Death of Napoleon    | Simon Leys          | Allen & Unwin                        |
| 1993 | Remembering Babylon      | David Malouf        | Random House Australia               |
| 1994 | Seasonal Adjustments     | Adib Khan           | Allen & Unwin                        |
| 1995 | Just Like That           | Lily Brett          | Pan Macmillan                        |
| 1996 | Leaning Towards Infinity | Sue Woolfe          | Random House Australia               |
| 1997 | The Drowner              | Robert Drewe        | Pan Macmillan Australia              |
| 1999 | Mr Darwin's Shooter      | Roger McDonald      | Random House Australia               |
| 2000 | The Salt of Broken Tears | Michael Meehan      | Vintage Books/Random House Australia |
| 2001 | Conditions of Faith      | Alex Miller         | Allen & Unwin                        |
| 2002 | Dirt Music               | Tim Winton          | Pan Macmillan Australia              |
| 2003 | Moral Hazard             | Kate Jennings       | Picador                              |
| 2004 | Shanghai Dancing         | Brian Castro        | Giramondo Publishing                 |
| 2005 | The Turning              | Tim Winton          | Pan Macmillan Australia              |
| 2006 | The Secret River         | Kate Grenville      | Text Publishing                      |
| 2007 | Theft: A Love Story      | Peter Carey         | Random House Australia               |
| 2008 | The Lost Dog             | Michelle de Kretser | Allen & Unwin                        |
| 2009 | The Good Parents         | Joan London         | Vintage Books                        |
| 2010 | Summertime               | J.M. Coetzee        | Harvill Secker                       |
| 2011 | Lovesong                 | Alex Miller         | Allen & Unwin                        |
| 2012 | That Deadman Dance       | Kim Scott           | Pan Macmillan Australia              |
| 2013 | Mateship with Birds      | Carrie Tiffany      | Pan Macmillan Australia              |

### Douglas Stewart Prize for Non-Fiction
Priset delas ut till ett prosaverk som inte är fiktivt. Mottagaren får 40 000 australiska dollar. Priset ges ut i den australiska utgivaren och poeten Douglas Stewarts ära.

#### Mottagare
| År   | Titel                                                            | Författare                         | Utgivare                                      |
| ---- | ---------------------------------------------------------------- | ---------------------------------- | --------------------------------------------- |
| 1979 | A History of Australia Volume IV                                 | Manning Clark                      | Melbourne University Press                    |
| 1980 | Barwick                                                          | David Marr                         | Allen & Unwin                                 |
| 1981 | A Fortunate Life                                                 | A.B. Facey                         | Fremantle Arts Centre Press                   |
| 1982 | Rebels and Precursors                                            | Richard Haese                      | Allen Lane                                    |
| 1983 | Robert J. Hawke                                                  | Blanche d'Alpuget                  | Schwartz                                      |
| 1984 | The Archibald Paradox                                            | Sylvia Lawson                      | Allen Lane                                    |
| 1985 | The Moon Man                                                     | Elsie Webster                      | Melbourne University Press                    |
| 1986 | A Paper Prince                                                   | George Munster                     | Viking/Penguin Books Australia                |
|      | The Kurnai of Gippsland, Volume One                              | Phillip Pepper och Tess De Araugo  | Hyland House Publishing                       |
| 1987 | The Irish In Australia                                           | Patrick O'Farrell                  | University of New South Wales Press           |
| 1988 | Louisa                                                           | Brian Matthews                     | McPhee Gribble                                |
| 1989 | His Mother's Country                                             | Maslyn Williams                    | Melbourne University Press                    |
| 1990 | The Snowy                                                        | Siobhan McHugh                     | Heinemann                                     |
| 1991 | Sitting In                                                       | Barry Hill                         | William Heinemann Australia                   |
|      | Poppy                                                            | Drusilla Modjeska                  | McPhee Gribble                                |
| 1992 | Patrick White                                                    | David Marr                         | Random Century Australia                      |
| 1993 | Robert Menzies Forgotten People                                  | Judith Brett                       | Pan Macmillan Australia                       |
|      | Put Your Whole Self In                                           | Meme McDonald                      | Penguin Books Australia                       |
| 1994 | Australia's Spies and Their Secrets                              | David McKnight                     | Allen & Unwin                                 |
|      | The Scandalous Penton                                            | Patrick Buckridge                  | University of Queensland Press                |
| 1995 | The Orchard                                                      | Drusilla Modjeska                  | Pan Macmillan Australia                       |
| 1996 | Hunters and Collectors: The Antiquarian Imagination in Australia | Tom Griffiths                      | Cambridge University Press                    |
| 1997 | The Europeans in Australia: A History, Volume One                | Alan Atkinson                      | Oxford University Press                       |
| 1999 | H M Bark Endeavour                                               | Ray Parkin                         | Miegunyah Press at Melbourne University Press |
| 2000 | Stravinsky's Lunch                                               | Drusilla Modjeska                  | Picador/Pan Macmillan Australia               |
| 2001 | Craft for a Dry Lake                                             | Kim Mahood                         | Transworld/ Random House Australia            |
| 2002 | The Poison Principle                                             | Gail Bell                          | Pan Macmillan Australia                       |
| 2003 | Looking for Blackfellas' Point: An Australian History of Place   | Mark McKenna                       | University of New South Wales Press           |
| 2004 | Dancing with Strangers                                           | Inga Clendinnen                    | Text Publishing                               |
| 2005 | The Idea of Home: autobiographical essays                        | John Hughes                        | Giramondo Publishing                          |
| 2006 | East of Time                                                     | Jacob G. Rosenberg                 | Brandl & Schlesinger                          |
| 2007 | Things I Didn't Know: a Memoir                                   | Robert Hughes                      | Random House Australia                        |
| 2008 | Slicing the Silence: Voyaging to Antarctica                      | Tom Griffiths                      | University of New South Wales Press           |
| 2009 | The Tall Man: Death and Life on Palm Island                      | Chloe Hooper                       | Penguin Australia                             |
| 2010 | Kill Khalid: Mossad's failed hit ... and the rise of Hamas       | Paul McGeough                      | Allen & Unwin                                 |
| 2011 | Malcolm Fraser: The Political Memoirs                            | Malcolm Fraser och Margaret Simons | Melbourne University Publishing               |
| 2012 | An Eye for Eternity: The Life of Manning Clark                   | Mark McKenna                       | Miegunyah, MUP                                |
| 2013 | The Office: A Hard Working History                               | Gideon Haigh                       | Miegunyah                                     |

### Kenneth Slessor Prize for Poetry
Priset delas ut för ett poetiskt verk, både samlingar eller enskilda dikter av större längd, och började delas ut 1980. För närvarande får pristagaren 30 000 australiska dollar. Det delas ut i den australiska poeten och journalisten Kenneth Slessors ära.

#### Mottagare
| År   | Titel                                       | Författare          | Utgivare                                                     |
| ---- | ------------------------------------------- | ------------------- | ------------------------------------------------------------ |
| 1980 | Man in the Honeysuckle                      | David Campbell      | Angus & Robertson                                            |
| 1981 | Astral Sea                                  | Alan Gould          | Angus & Robertson                                            |
| 1982 | Kaddish and Other Poems                     | Fay Zwicky          | University of Queensland Press                               |
| 1983 | Tide Country                                | Vivian Smith        | Angus & Robertson                                            |
| 1984 | The People's Other World                    | Les Murray          | Angus & Robertson                                            |
| 1985 | Your Shadow                                 | Kevin Hart          | Angus & Robertson                                            |
| 1986 | Selected Poems 1963-83                      | Robert Gray         | Angus & Robertson                                            |
| 1987 | Blood and Bone                              | Philip Hodgins      | Angus & Robertson                                            |
| 1988 | The Domesticity of Giraffes                 | Judith Beveridge    | Black Lightning Press                                        |
| 1989 | Under Berlin                                | John Tranter        | University of Queensland Press                               |
| 1990 | The Clean Dark                              | Robert Adamson      | Paper Bark Press                                             |
| 1991 | The Winter Baby                             | Jennifer Maiden     | Collins Angus & Robertson                                    |
| 1992 | Selected Poems                              | Elizabeth Riddell   | Collins Angus & Robertson                                    |
| 1993 | Translations from the Natural World         | Les A. Murray       | Isabella Press                                               |
| 1994 | Ghosting William Buckley                    | Barry Hill          | William Heinemann Australia                                  |
| 1995 | Coming Home From the World                  | Peter Boyle         | Five Islands Press                                           |
| 1996 | Weeping for Lost Babylon                    | Eric Beach          | HarperCollins Publishers                                     |
|      | Selected Poems                              | J. S. Harry         | Penguin Books Australia                                      |
| 1997 | The Viewfinder                              | Anthony Lawrence    | University of Queensland Press                               |
| 1999 | Race Against Time                           | Lee Cataldi         | Penguin Books Australia                                      |
| 2000 | Mines                                       | Jennifer Maiden     | Paper Bark Press / Australian Humanities Research Foundation |
| 2001 | Africa                                      | Ken Taylor          | Five Islands Press                                           |
| 2002 | The Lovemakers                              | Alan Wearne         | Penguin Books Australia                                      |
| 2003 | Screens Jets Heaven: New and Selected Poems | Jill Jones          | Salt Publishing                                              |
| 2004 | Dear Deliria: New & Selected Poems          | Pam Brown           | Salt Publishing                                              |
| 2005 | Smoke Encrypted Whispers                    | Samuel Wagan Watson | University of Queensland Press                               |
| 2006 | Latecomers                                  | Jaya Savige         | University of Queensland Press                               |
| 2007 | Urban Myths:210 Poems                       | John Tranter        | University of Queensland Press                               |
| 2008 | Two Kinds of Silence                        | Kathryn Lomer       | University of Queensland Press                               |
| 2009 | Man Wolf Man                                | L. K. Holt          | John Leonard Press                                           |
| 2010 | the world according to ‘m’                  | Jordie Albiston     | John Leonard Press                                           |
| 2011 | Pirate Rain                                 | Jennifer Maiden     | Giramondo Publishing                                         |
| 2012 | New and Selected Poems                      | Gig Ryan            | Giramondo Publishing                                         |
| 2013 | Ruby Moonlight                              | Ali Cobby‐Eckermann | Magabala Books                                               |

### Ethel Turner Prize for Young People's Literature
Priset delas ut till antingen fiktiva eller icke fiktiva verk, eller poesi, skrivet till ungdomar på högstadienivå. Mottagaren får för närvarande 30 000 dollar. Det delas ut i barnboksförfattaren Ethel Turners ära.

#### Mottagare
| År   | Titel                                                         | Författare                                    | Utgivare                       |
| ---- | ------------------------------------------------------------- | --------------------------------------------- | ------------------------------ |
| 1979 | John Brown, Rose and the Midnight Cat                         | Jenny Wagner                                  | Kestrel Books                  |
|      | The Dark Bright Water                                         | Patricia Wrightson (Special Children's book)  | Atheneum Books, New York       |
| 1980 | Mr Archimedes' Bath                                           | Pamela Allen                                  | William Collins                |
|      | Land of the Rainbow Snake                                     | Catherine Berndt (Special Children's book)    | William Collins                |
| 1981 | When the Wind Changed                                         | Ruth Park och Deborah Niland                  | William Collins                |
|      | Seventh Pebble                                                | Eleanor Spence                                | Oxford University Press        |
| 1982 | Whistle Up the Chimney                                        | Nan Hunt och Craig Smith                      | William Collins                |
| 1983 | Who Sank the Boat?                                            | Pamela Allen                                  | Nelson                         |
|      | Five Times Dizzy                                              | Nadia Wheatley (Special children's book)      | Oxford University Press        |
| 1984 | Possum Magic                                                  | Mem Fox och Julie Vivas                       | Omnibus Books                  |
| 1985 | The House That was Eureka                                     | Nadia Wheatley                                | Viking/Kestrel                 |
| 1986 | The True Story of Spit MacPhee                                | James Aldridge                                | Viking/Penguin Books Australia |
| 1987 | A Rabbit Named Harris                                         | Nan Hunt och Betina Ogden                     | William Collins                |
| 1988 | Answers to Brut                                               | Gillian Rubinstein                            | Omnibus Books                  |
| 1989 | You Take the High Road                                        | Mary Pershall                                 | Penguin Books Australia        |
| 1990 | The Blue Chameleon                                            | Katherine Scholes                             | Hill of Content Publishing     |
| 1991 | Strange Objects                                               | Gary Crew                                     | William Heinemann Australia    |
| 1992 | All in the Blue Unclouded Weather                             | Robin Klein                                   | Penguin Books Australia        |
| 1993 | Tjarany Roughtail                                             | Gracie Greene, Lucille Gill och Joe Tramacchi | Magabala Books                 |
| 1994 | The White Guinea Pig                                          | Ursula Dubosarsky                             | Penguin Books Australia        |
| 1995 | Mr Enigmatic                                                  | Jenny Pausacker                               | Reed for Kids                  |
| 1996 | Johnny Hart's Heroes                                          | David Metzenthen                              | Penguin Books Australia        |
| 1997 | The Two Bullies                                               | Junko Morimoto                                | Random House Australia         |
| 1999 | The Divine Wind                                               | Garry Disher                                  | Hodder Headline Australia      |
| 2000 | The Binna-Binna Man                                           | Meme McDonald och Boori Monty Pryor           | Allen & Unwin                  |
| 2001 | Feeling Sorry for Celia                                       | Jaclyn Moriarty                               | Pan Macmillan Australia        |
| 2002 | Soldier Boy: The True Story of Jim Martin, the Youngest Anzac | Anthony Hill                                  | Penguin Books Australia        |
| 2003 | Jokern                                                        | Markus Zusak                                  | Pan Macmillan Australia        |
| 2004 | Boys of Blood and Bone                                        | David Metzenthen                              | Penguin Books Australia        |
| 2005 | By the River                                                  | Steven Herrick                                | Allen & Unwin                  |
| 2006 | Theodora's Gift                                               | Ursula Dubosarsky                             | Penguin Group Australia        |
| 2007 | The Red Shoe                                                  | Ursula Dubosarsky                             | Allen & Unwin                  |
| 2008 | Town                                                          | James Roy                                     | University of Queensland Press |
| 2009 | A Brief History of Montmaray                                  | Michelle Cooper                               | Random House Australia         |
| 2010 | When the Hipchicks Went to War                                | Pamela Rushby                                 | Hachette Australia             |
| 2011 | Graffiti Moon                                                 | Cath Crowley                                  | Pan Macmillan Australia        |
| 2012 | Only Ever Always                                              | Penni Russon                                  | Allen & Unwin                  |
| 2013 | A Corner of White                                             | Jaclyn Moriarty                               | Pan Macmillan Australia        |

### Patricia Wrightson Prize for Children's Literature
Priset delas ut till ett fiktivt, icke-fiktivt eller poetiskt verk skrivet för barn upp till högstadienivå, och är på 30 000 australiska dollar. Priset började delas ut 1999 till barnboksförfattaren Patricia Wrightsons ära. T

#### Mottagare
| År   | Titel                                        | Författare                            | Utgivare                       |
| ---- | -------------------------------------------- | ------------------------------------- | ------------------------------ |
| 1999 | Antonio S and the Mystery of Theodore Guzman | Odo Hirsch                            | Allen & Unwin                  |
| 2000 | The Spangled Drongo                          | Steven Herrick                        | University of Queensland Press |
| 2001 | Fox                                          | Margaret Wild och Ron Brooks (illus.) | Allen & Unwin                  |
| 2002 | The Red Tree                                 | Shaun Tan                             | Lothian Books                  |
| 2003 | Where in the World                           | Simon French                          | Little Hare Books              |
| 2004 | Night Singing                                | Kierin Meehan                         | Penguin Books Australia        |
| 2005 | Farm Kid                                     | Sherryl Clark                         | Penguin Books Australia        |
| 2006 | In the Monkey Forest                         | Kierin Meehan                         | Penguin Books Australia        |
| 2007 | Home                                         | Narelle Oliver                        | Omnibus Books                  |
| 2008 | The Peasant Prince                           | Li Cunxin och Anne Spudvilas (illus.) | Penguin Books Australia        |
| 2009 | The Word Spy                                 | Ursula Dubosarsky och Tohby Riddle    | Penguin Books Australia        |
| 2010 | Krakatoa Lighthouse                          | Allan Baillie                         | Penguin Books Australia        |
| 2011 | My Australian Story: The Hunt for Ned Kelly  | Sophie Masson                         | Scholastic Australia           |
| 2012 | Crow Country                                 | Kate Constable                        | Allen & Unwin                  |
| 2013 | The Ghost of Miss Annabel Spoon              | Aaron Blabey                          | Penguin Books Australia        |

### Community Relations Commission Award
Priset började delas ut 1980, då kallat Ethnic Affairs Commission Award. Det delas ut till verk som har bidragit till bilden av australisk invandring och migranternas erfarenheter. Priset kan delas ut till en bok, pjäs, musikal eller manus, och vinnaren får för närvarande 15 000 australiska dollar från Community Relations Commission.

#### Mottagare
| År   | Titel                                                                   | Författare                          | Utgivare                        |
| ---- | ----------------------------------------------------------------------- | ----------------------------------- | ------------------------------- |
| 1980 | Australia through Italian Eyes                                          | Stephanie Lindsay Thompson          | Oxford University Press         |
| 1981 | For the Patriarch                                                       | Angelo Loukakis                     | University of Queensland Press  |
| 1982 | The Long Farewell                                                       | Don Charlwood                       | Allen Lane                      |
| 1983 | Faith of Our Fathers                                                    | Spiro Zavos                         | University of Queensland Press  |
| 1984 | A Universe of Clowns                                                    | Serge Liberman                      | Phoenix Publications            |
| 1985 | Oh Lucky Country                                                        | Rosa Cappiello                      | University of Queensland Press  |
| 1986 | No Snow In December                                                     | Maria Lewitt                        | Heinemann Publishers            |
| 1987 | Dreamtime Nightmares                                                    | Bill Rosser                         | Penguin Books Australia         |
| 1991 | Jewels and Ashes                                                        | Arnold Zable                        | Scribe Publications             |
| 1992 | Inside Outside                                                          | Andrew Riemer                       | HarperCollins Angus & Robertson |
| 1993 | The Crocodile Fury                                                      | Beth Yahp                           | HarperCollins Angus & Robertson |
| 1994 | Aphrodite and the Others                                                | Gillian Bouras                      | McPhee Gribble                  |
| 1995 | The First Book of Samuel                                                | Ursula Dubosarsky                   | Penguin Books Australia         |
| 1996 | Caravanserai                                                            | Hanifa Deen                         | Allen & Unwin                   |
| 1997 | The Fiftieth Gate                                                       | Mark Raphael Baker                  | HarperCollins Australia         |
| 1999 | Mortal Divide: the Autobiography of Yiorgos Alexandroglou               | George Alexander                    | Brandl & Schlesinger            |
| 2000 | The Binna-Binna Man                                                     | Meme McDonald och Boori Monty Pryor | Allen & Unwin                   |
| 2001 | Rabbit-Proof Fence                                                      | Christine Olsen                     | Jabal Films                     |
| 2002 | Visits Home: Migration Experiences between Italy and Australia          | Loretta Baldassar                   | Melbourne University Press      |
| 2003 | Secrets and Spies: The Harbin Files                                     | Mara Moustafine                     | Random House Australia          |
| 2004 | Against Paranoid Nationalism: Searching for Hope in a Shrinking Society | Ghassan Hage                        | Pluto Press Australia           |
| 2005 | A Certain Maritime Incident: the sinking of SIEV X                      | Tony Kevin                          | Scribe Publications             |
| 2006 | The Secret River                                                        | Kate Grenville                      | Text Publishing                 |
| 2007 | The Arrival                                                             | Shaun Tan                           | Hachette Livre Australia        |
| 2008 | Sunrise West                                                            | Jacob G. Rosenberg                  | Brandl & Schlesinger            |
| 2009 | Destination Australia: migration to Australia since 1901                | Eric Richards                       | UNSW Press                      |
| 2010 | Leave to Remain: A Memoir                                               | Abbas El-Zein                       | Penguin Books Australia         |
| 2011 | The English Class                                                       | Ouyang Yu                           | Transit Lounge Publishing       |
| 2012 | Good Living Street: The Fortunes of My Viennese Family                  | Tim Bonyhady                        | Allen & Unwin                   |
| 2013 | Don't Go Back to Where You Came From                                    | Tim Soutphommasane                  | New South Publishing            |

### UTS Glenda Adams Award for New Writing
Priset delas ut för ett publicerat fiktivt verk av en författare som inte tidigare publicerat ett fiktivt verk av boklängd. Priset började delas ut 2005, och vinnaren får 5 000 australiska dollar från University of Technology, Sydney. Ingen har vunnit priset mer än en gång. 2008 lade Glenda Adams namn till i priset, en död australisk romanförfattare.

#### Mottagare
| År   | Titel                   | Författare      | Utgivare                       |
| ---- | ----------------------- | --------------- | ------------------------------ |
| 2005 | The Last Ride           | Denise Young    | HarperCollins Australia        |
| 2006 | An Accidental Terrorist | Steven Lang     | University of Queensland Press |
| 2007 | Swallow the Air         | Tara June Winch | University of Queensland Press |
| 2008 | Feather Man             | Rhyll McMaster  | Brandl & Schlesinger           |
| 2009 | Båten                   | Nam Le          | Penguin Books Australia        |
| 2010 | Document Z              | Andrew Croome   | Allen & Unwin                  |
| 2011 | Traitor                 | Stephen Daisley | Text Publishing                |
| 2012 | The Roving Party        | Rohan Wilson    | Allen & Unwin                  |
| 2013 | The Last Thread         | Michael Sala    | Affirm Press                   |

### Play Award
Priset, som började delas ut 1983, ges till en pjäs eller musikal från Australien. Vinnaren väljs på den skrivna texten, och priset ligger på 30 000 australiska dollar.

#### Mottagare
| År   | Titel                                                                  | Författare                                |
| ---- | ---------------------------------------------------------------------- | ----------------------------------------- |
| 1983 | Variations                                                             | Nicholas Enright och Terence Clarke       |
| 1984 | Down an Alley Filled with Cats                                         | Warwick Moss                              |
| 1985 | The Blind Giant is Dancing                                             | Stephen Sewell                            |
| 1986 | Away                                                                   | Michael Gow                               |
| 1987 | Blood Relations                                                        | David Malouf                              |
| 1988 | The Rivers of China                                                    | Alma De Groen                             |
| 1989 | Hate                                                                   | Stephen Sewell                            |
| 1991 | Hotel Sorrento                                                         | Hannie Rayson                             |
| 1992 | Cosi                                                                   | Louis Nowra                               |
| 1993 | Dead Heart                                                             | Nicholas Parsons                          |
| 1994 | Sex Diary of an Infidel                                                | Michael Gurr                              |
| 1995 | Sweet Phoebe                                                           | Michael Gow                               |
|      | Falling From Grace                                                     | Hannie Rayson                             |
| 1996 | The Shoe-Horn Sonata                                                   | John Misto                                |
| 1997 | Jerusalem                                                              | Michael Gurr                              |
| 1999 | Box the Pony                                                           | Scott Rankin och Leah Purcell             |
| 2000 | Scissors, Paper, Rock                                                  | Daniel Keene                              |
| 2001 | Milo's Wake                                                            | Margery Forde och Michael Forde           |
| 2002 | Miss Tanaka                                                            | John Romeril                              |
| 2003 | Half & Half                                                            | Daniel Keene                              |
| 2004 | Myth, Propaganda and Disaster in Nazi Germany and Contemporary America | Stephen Sewell                            |
| 2005 | Harbour                                                                | Katherine Thomson                         |
| 2006 | Strangers in Between                                                   | Tommy Murphy                              |
| 2007 | Holding the Man                                                        | Tommy Murphy, från Timothy Conigraves bok |
| 2008 | Stories in the Dark                                                    | Debra Oswald                              |
| 2009 | The Serpent's Teeth                                                    | Daniel Keene                              |
| 2011 | Do Not Go Gentle                                                       | Patricia Cornelius                        |
| 2012 | Porn, Cake                                                             | Vanessa Bates                             |
| 2012 | The Gift                                                               | Joanna Murray-Smith                       |
| 2013 | The Damned                                                             | Reg Cribb                                 |

### Script Writing Award
1984 började Film Writing Award och Television Writing Award delas ut, samt Radio Writing Award 1988. 1990 blev dessa pris ett - Script Writing Award. Det delas ut för ett filmmanus, radioprogram eller TV-program, antingen fiktivt eller dokumentärt. Vinnaren väljs efter texten, och får 30 000 australiska dollar.

#### Mottagare
| År   | Titel                                                 | Författare                                                       |
| ---- | ----------------------------------------------------- | ---------------------------------------------------------------- |
| 1984 | Careful, He Might Hear You (Film Writing Award)       | Michael Jenkins                                                  |
|      | Scales of Justice (Television Writing Award)          | Robert Caswell                                                   |
| 1985 | My First Wife (Film Writing Award)                    | Bob Ellis och Paul Cox                                           |
|      | The Cowra Breakout (Television Writing Award)         | Margaret Kelly , Chris Noonan, Phillip Noyce och Russell Braddon |
| 1986 | Bliss (Film Writing Award)                            | Peter Carey och Ray Lawrence                                     |
| 1987 | Malcolm (Film Writing Award)                          | David Parker                                                     |
|      | Two Friends (Television Writing Award)                | Helen Garner                                                     |
| 1988 | High Tide (Film Writing Award)                        | Laura Jones                                                      |
|      | Australia-Japan: A Love Story (Radio Writing Award)   | Keith Gallasch och Virginia Baxter                               |
|      | Olive (Television Writing Award)                      | Anthony Wheeler                                                  |
| 1989 | The Story of Anger Lee Bredenza (Radio Writing Award) | Alana Valentine                                                  |
|      | The True Believers (Television Writing Award)         | Bob Ellis och Stephen Ramsay                                     |
| 1990 | Sweetie                                               | Jane Campion och Gerard Lee                                      |
|      | An Angel at My Table                                  | Laura Jones                                                      |
| 1992 | Dingo                                                 | Marc Rosenberg                                                   |
| 1993 | Strictly Ballroom                                     | Baz Luhrmann och Craig Pearce                                    |
| 1994 | Bad Boy Bubby                                         | Rolf de Heer                                                     |
| 1995 | Playing the Ego Card                                  | Jane Kennedy, Santo Cilauro, Tom Gleisner och Rob Sitch          |
| 1996 | Blue Murder                                           | Ian David                                                        |
| 1997 | Mabo: Life of an Island Man                           | Trevor Graham                                                    |
| 1999 | Dance Me to My Song                                   | Heather Rose, Frederick Stahl och Rolf de Heer                   |
| 2000 | Looking for Alibrandi                                 | Melina Marchetta                                                 |
| 2001 | Rabbit-Proof Fence                                    | Christine Olsen                                                  |
| 2002 | My Mother India                                       | Safina Uberoi                                                    |
| 2003 | Till Human Voices Wake Us                             | Michael Petroni                                                  |
| 2004 | Marking Time                                          | John Doyle                                                       |
| 2005 | The Art of War                                        | Betty Churcher                                                   |
| 2006 | We Can Be Heroes: Finding The Australian of the Year  | Chris Lilley                                                     |
| 2007 | The Home Song Stories                                 | Tony Ayres                                                       |
| 2008 | Forbidden Lie$                                        | Anna Broinowsk                                                   |
| 2009 | First Australians                                     | Louis Nowra, Rachel Perkins & Beck Cole                          |
| 2010 | Bright Star                                           | Jane Campion                                                     |
|      | Fairweather Man                                       | Aviva Ziegler                                                    |
| 2011 | Offspring                                             | Debra Oswald                                                     |
| 2012 | Rake (Episode 1): R v Murray                          | Peter Duncan                                                     |
| 2013 | Dead Europe                                           | Louise Fox                                                       |

### NSW Premier's Prize for Literary Scholarship
Priset, som delas ut två gånger om året, görs till en bok, CD-ROM eller DVD som presenterar ett originellt perspektiv på en eller flera publicerade böcker. Vinnaren får 30 000 australiska dollar.

#### Mottagare
| År   | Titel                                                        | Författare       |
| ---- | ------------------------------------------------------------ | ---------------- |
| 2004 | Broken Song: T.G.H. Strehlow and Aboriginal Possession       | Barry Hill       |
| 2006 | Postcolonial Conrad: Paradoxes of Empire                     | Terry Collits    |
| 2008 | Samuel Taylor Coleridge: a Literary Life                     | William Christie |
| 2010 | Networked Language: Culture and History in Australian Poetry | Philip Mead      |

### People's Choice Award
Priset började delas ut 2009 för att fira prisets trettioårsjubileum. Invånarna i New South Wales får rösta på böcker som nominerats till Christina Stead Prize for fiction.

#### Mottagare
| År   | Titel                   | Författare     |
| ---- | ----------------------- | -------------- |
| 2009 | A Fraction of the Whole | Steve Toltz    |
| 2010 | The World Beneath       | Cate Kennedy   |
| 2011 | Lovesong                | Alex Miller    |
| 2012 | Five Bells              | Gail Jones     |
| 2013 | Animal People           | Charlotte Wood |

### Book of the Year
Vinnaren av årets bok väljs bland vinnarna från det årets övriga pris, och får 10 000 australiska dollar ytterligare.

#### Mottagare
| År   | Titel                                                            | Författare                                   | Övrigt pris                                      |
| ---- | ---------------------------------------------------------------- | -------------------------------------------- | ------------------------------------------------ |
| 1992 | Selected Poems                                                   | Elizabeth Riddell                            | Kenneth Slessor Prize for Poetry                 |
| 1993 | Tjarany Roughtail                                                | Gracie Green, Lucille Gill och Joe Tramacchi | Ethel Turner Prize for Young People's Literature |
| 1994 | Seasonal Adjustments                                             | Adib Khan                                    | Christina Stead Prize for Fiction                |
| 1995 | The Encyclopaedia of Aboriginal Australia                        | David Horton                                 | Special Award                                    |
| 1996 | Hunters and Collectors: The Antiquarian Imagination in Australia | Tom Griffiths                                | Douglas Stewart Prize for Non-Fiction            |
| 1997 | The Drowner                                                      | Robert Drewe                                 | Christina Stead Prize for Fiction                |
| 1999 | H M Bark Endeavour                                               | Ray Parkin                                   | Douglas Stewart Prize for Non-Fiction            |
| 2000 | The Binna-Binna Man                                              | Meme McDonald och Boori Monty Pryor          | Ethel Turner Prize for Young People's Literature |
| 2001 | Broken Circles: Fragmenting Indigenous Families 1800-2000        | Anna Haebich                                 | Gleebooks Prize                                  |
| 2002 | The Lovemakers                                                   | Alan Wearne                                  | Kenneth Slessor Prize for Poetry                 |
| 2003 | Looking for Blackfellas' Point: An Australian History of Place   | Mark McKenna                                 | Douglas Stewart Prize for Non-Fiction            |
| 2004 | Shanghai Dancing                                                 | Brian Castro                                 | Christina Stead Prize for Fiction                |
| 2005 | Smoke Encrypted Whispers                                         | Samuel Wagan Watson                          | Kenneth Slessor Prize for Poetry                 |
| 2007 | The Arrival                                                      | Shaun Tan                                    | Community Relations Commission Award             |
| 2008 | The Lost Dog                                                     | Michelle de Kretser                          | Christina Stead Prize for Fiction                |
| 2009 | Båten                                                            | Nam Le                                       | UTS Glenda Adams Award for New Writing           |
| 2010 | Kill Khalid: Mossad's failed hit ... and the rise of Hamas       | Paul McGeough                                | Douglas Stewart Prize for Non-Fiction            |
| 2011 | Malcolm Fraser: The Political Memoirs                            | Malcolm Fraser och Margaret Simons           | Douglas Stewart Prize for Non-Fiction            |
| 2012 | That Deadman Dance                                               | Kim Scott                                    | Christina Stead Prize for Fiction                |
| 2013 | Ruby Moonlight                                                   | Ali Cobby‐Eckermann                          | Kenneth Slessor Prize for Poetry                 |

### Special Award
Special Award kan föreslås av domarna, till ett verk som inte riktigt passar in i de befintliga priserna, eller som ett erkännande för en författares framgångar. Priset ligger vanligtvis på 20 000 australiska dollar.

#### Mottagare
| År   | Mottagare |
| ---- | --- |
| 1982 | Christina Stead |
| 1984 | Marjorie Barnard |
| 1985 | Grace Perry |
| 1986 | William H. Wilde, Joy Hooton, Barry Andrews för The Oxford Companion to Australian Literature, Oxford University Press |
| 1987 | Glenda Adams för Dancing on Coral, Angus & Robertson                                                                   |
| 1988 | Patricia Wrightson |
| 1989 | A.D. Hope |
| 1990 | Bruce Beaver |
| 1991 | Bill Neskovski, Judith Wright                                                                                          |
| 1992 | Ronald McCuaig |
| 1993 | Mudrooroo Nyoongah |
| 1994 | Dal Stivens |
| 1995 | David Horton för The Encyclopaedia of Aboriginal Australia, Aboriginal Studies Press                                   |
| 1996 | Thomas Shapcott |
| 1997 | Colin Thiele |
| 1999 | Leslie Rees |
| 2000 | Dorothy Hewett |
| 2001 | Ron Pretty |
| 2002 | Thea Astley |
| 2003 | Nick Enright |
| 2004 | Ruth Park |
| 2005 | Ruby Langford Ginibi                                                                                                   |
| 2006 | Rosemary Dobson |
| 2007 | Gerald Murnane |
| 2008 | Tom Keneally |
| 2009 | Katharine Brisbane AM                                                                                                  |
| 2010 | The Macquarie PEN Anthology of Australian Literature                                                                   |
| 2011 | Libby Gleeson |
| 2012 | Clive James |
| 2013 | David Ireland AM |

### NSW Premier's Translation Prize
Priset, som delas ut två gånger om året, ges till australiska översättare som översätter verk till engelska från andra språk. Priset ligger på 30 000 australiska dollar.

#### Mottagare
| År   | Mottagare          |
| ---- | ------------------ |
| 2001 | Mabel Lee          |
| 2003 | Julie Rose         |
| 2005 | Chris Andrews      |
| 2007 | John Nieuwenhuizen |
| 2009 | David Colmer       |
| 2011 | Ian Johnston       |
| 2013 | Peter Boyle        |

### Gleebooks Prize for Critical Writing
Priset började delas ut 1995 och ges till litteraturkritiker. Vinnaren får 10 000 australiska dollar. It was last awarded in 2009 to David Love and its current status is unknown.

#### Mottagare
| År   | Titel                                                                   | Författare        |
| ---- | ----------------------------------------------------------------------- | ----------------- |
| 1995 | Volatile Bodies, Towards a Corporeal Feminism                           | Elizabeth Grosz   |
| 1996 | Artful Histories: Modern Australian Autobiography                       | David McCooey     |
| 1997 | Love and Freedom: Professional Women and the Reshaping of Personal Life | Alison Mackinnon  |
| 1999 | Ngarrindjeri Wurruwarrin: A World that Is, Was and Will Be              | Diane Bell        |
| 2000 | Reading the Holocaust                                                   | Inga Clendinnen   |
| 2001 | Broken Circles: Fragmenting Indigenous Families 1800-2000               | Anna Haebich      |
| 2002 | Borderline: Australia's treatment of refugees and asylum seekers        | Peter Mares       |
| 2003 | How Simone de Beauvoir Died in Australia                                | Sylvia Lawson     |
| 2004 | The Artificial Horizon: Imagining the Blue Mountains                    | Martin Thomas     |
| 2005 | Blackfellas Whitefellas and the Hidden Injuries of Race                 | Gillian Cowlishaw |
| 2006 | The Weather Makers: the History and Future Impact of Climate Change     | Tim Flannery      |
| 2007 | Asbestos House: the Secret History of James Hardie Industries           | Gideon Haigh      |
| 2008 | Race and the Crisis of Humanism                                         | Kay Anderson      |
| 2009 | Unfinished Business: Paul Keating's interrupted revolution              | David Love        |